# Diacanthodes
Diacanthodes là một chi nấm thuộc họ Meruliaceae.